# Lijst van windturbinefabrikanten
Windturbinefabrikanten zijn bedrijven die zich toeleggen op het produceren van windturbines.

## Top tien turbine fabrikanten
| Fabrikant                   | in 2016 | t/m 2016 |
| --------------------------- | ------- | -------- |
| Vestas                      | 8,7 GW  | 82 GW    |
| General Electric Windenergy | 6,5 GW  | 57 GW    |
| Goldwind                    | 6,4 GW  | -        |
| Gamesa                      | 3,7 GW  | -        |
| Enercon                     | 3,5 GW  | 43,5 GW  |
| Nordex                      | 2,6 GW  | 21 GW    |
| Guodian                     | 2,2 GW  | -        |
| Siemens Windpower           | 2,1 GW  |          |
| Ming Yang                   | 2,0 GW  | -        |
| Envision Energy             | 1,9 GW  | -        |

De tabel toont fabrikanten die de grootste totale windturbine capaciteit installeerden op land in de aangegeven periode.

## Fabrikanten per land
Hieronder volgt een lijst van fabrikanten van grote windturbines.

### Argentinië
- IMPSA

### België
- HMZ (failliet in 1995)
- DS4E (ging in 2014 failliet)
- Turbowinds (productie gestopt na 2002)
- Neowind

### China
- China Wind Systems
- Donfangturbine
- Guodian United Power
- GYAW
- Ming Yang Wind Power
- Sinovel Wind Co.
- XEMC
- Xinjiang Goldwind Science and Technology

### Denemarken
- Bonus (in 2004 overgenomen door Siemens Wind Power)
- Norwin
- Vestas
  - NEG Micon (opgegaan in Vestas)
    - Micon (opgegaan in NEG Micon)
    - Nordtank (opgegaan in NEG Micon)

### Duitsland
- DeWind
- Enercon
- Fuhrländer
- Multibrid GmbH
- Nordex
- Senvion (volle dochter van Suzlon Energy)
  - Jacobs Energie (opgegaan in Senvion)
- Siemens Gamesa Renewable Energy
- Sudwind
- Vensys

### Finland
- Winwind

### Frankrijk
- Alstom

### India
- Suzlon Energy

### Italië
- Enessere

### Japan
- Harakosan
- Mitsubishi Power Systems

### Nederland
- Darwind, voormalig onderdeel van Econcern, gaat 5MW-windturbines voor offshoretoepassingen fabriceren, in augustus 2009 overgenomen door de Chinese windturbinebouwer XEMC
- Emergya Wind Technologies
- Harakosan Europe, dochteronderneming van het Japanse Harakosan, die het failliete Zephyros nieuw leven inblies. Zephyros is in 2003 afgesplitst van Lagerwey met het 2000 kW Direct Drive-ontwerp. Harakosan Europe is in 2009 overgenomen door STX Windpower B.V.
- Home Energy producent van de Energy Ball
- Lagerwey (Overgenomen door Enercon)
- Lagerwey Wind legt zich toe op het ontwerpen van Direct Drive Wind Turbines.(Overgenomen door Enercon)
- Nedwind (overgenomen door NEG Micon, daarna weer afgestoten door Neg Micon. Nedwind is doorgegaan als MainWind. Mainwind doet uitsluitend onderhoud, ze ontwikkelen geen turbines meer)
- STX Windpower B.V. Onderdeel van het Zuid-Koreaanse STX Heavy Industries.
- Wind Energy Solutions
- Windmaster (eerder overgenomen door Lagerwey)
- Siemens Gamesa Renewable Energy

### Noorwegen
- Scanwind

### Spanje
- Acciona Energy (opgegaan in Nordex)
  - EHN (opgegaan in Acciona Energy)
- Ecotecnia (opgegaan in Alstom)
- EOZEN
- MTorres Diseños Industriales
- Siemens Gamesa Renewable Energy

### Verenigde Staten
- AAER
- Clipper Windpower
- General Electric Windenergy
- Tacke